# Acacus (bicho-pau)
Acacus é um género de bicho-pau pertencente à família Diapheromeridae.
As espécies deste género podem ser encontradas no sudeste da Ásia.
Espécies:
- Acacus braggi Hennemann & Conle, 2003
- Acacus rufipectus Brunner von Wattenwyl, 1907
- Acacus sapuani Seow-Choen, 2016
- Acacus sarawacus (Westwood, 1859)